# Sindrome di Parigi
La sindrome di Parigi (francese: syndrome de Paris, giapponese: Pari shōkōgun, パリ症候群) è un disturbo psichiatrico raro che affligge in modo particolare i turisti giapponesi in visita alla capitale francese.
Dalle ricerche degli psichiatri dell'Hôtel-Dieu risulterebbe che i turisti affetti da questa sindrome, opposta nelle cause ma simile nei sintomi alla sindrome di Stendhal, sperimentano un disagio e delusione derivanti dalla differenza fra la visione idealizzata della capitale francese che avevano maturato in patria e l'effettiva visione di cui prendono atto durante il soggiorno nella città.

## Sintomatologia
Questa sindrome è stata analizzata per la prima volta nella rubrica di psichiatria Nervure nel 2004. Dei numerosissimi turisti – tra i 700.000 e il milione – che visitano la Ville Lumière, di cui una buona parte – dai 20.000 ai 25.000 – sono giapponesi, alcuni provano un simile disagio: l'incidenza statistica oscilla fra i 20 e i 24 soggetti ogni anno. L'articolo Les Japonais en voyage pathologique à Paris: un modèle original de prise en charge transculturelle indica che fra il 1988 e il 2004 vi sono stati 63 pazienti: di questi, 34 erano donne e 29 uomini, tutti di età compresa fra i 20 e i 65 anni.
La suscettibilità dei turisti nipponici alla sindrome è probabilmente dovuta all'immagine che Parigi ha in Giappone, dove si nutrono delle aspettative esageratamente alte sulla capitale francese. I soggetti che soffrono della sindrome, prevalentemente viaggiatori molto interessati all'aspetto artistico del loro itinerario e già familiari a questi disturbi, soffrono di diversi sintomi, fra cui un profondo senso di delusione, allucinazioni, deliri di persecuzione, derealizzazione, depersonalizzazione, ansia e in taluni casi anche manifestazioni psicosomatiche fra cui stordimento, tachicardia e sudorazione eccessiva; in tal senso, la sindrome di Parigi presenta una sintomatologia simile ad altre patologie, fra le quali la sindrome di Stendhal e quella di Gerusalemme.
L'ambasciata giapponese a Parigi ha istituito una linea telefonica, operativa 24 ore su 24, per fornire sostegno psicologico a tutti i turisti giapponesi che vivono questo disagio.

## Storia

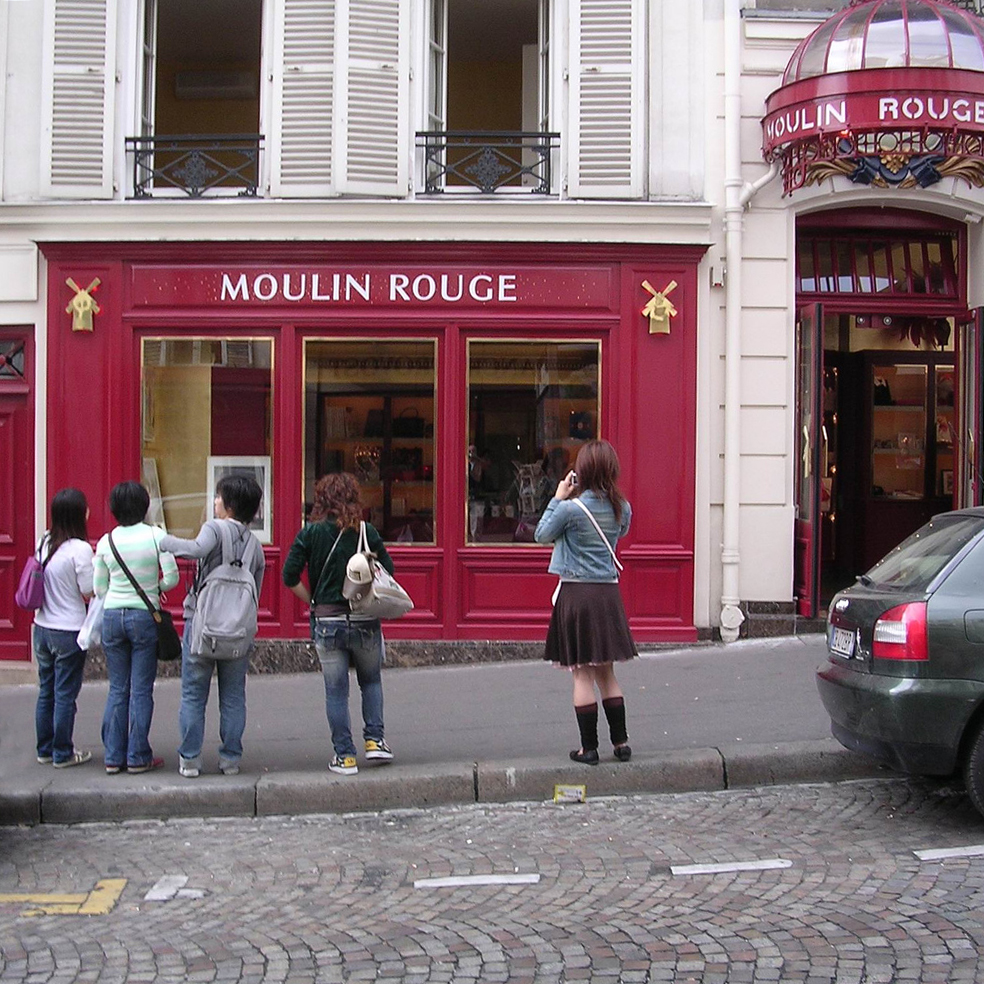
Turisti giapponesi in visita a Parigi.

La sindrome venne riconosciuta per la prima volta nel 1986 dal professore Hiroaki Ota, medico giapponese espatriato in Francia; più tardi, anche Youcef Mahmoudia, eminente psichiatra dell'Hôtel-Dieu di Parigi, riscontrò il disturbo, descrivendolo come «una manifestazione di psicopatologia dovuta al viaggio, piuttosto che a una sindrome del viaggiatore». Mahmoudia suppose che l'eccitazione che il soggetto sperimentava visitando Parigi facesse accelerare il battito cardiaco, provocando in questo modo allucinazioni uditive e fenomeni illusionali, già riscontrati in una sindrome analoga, quella di Stendhal (individuata e analizzata dalla psichiatra fiorentina Graziella Magherini, nel 1977).

## Interpretazione
Vari sembrano essere i motivi per cui i pazienti sperimentano questa sindrome; di seguito vengono riportati quelli individuati dalla rivista francese Nervure.
Barriera linguisticaPochi turisti giapponesi parlano francese e viceversa; le differenze fra queste due lingue pongono gravi ostacoli alla comunicazione, aumentando così la confusione del soggetto.
Differenze culturaliOltre alle differenze linguistiche, ancora più significative risultano essere quelle culturali: i francesi, infatti, godono di un temperamento più informale, in netta contrapposizione con la più rigida cultura giapponese; questa discrepanza contribuisce alla manifestazione della sindrome.
Idealizzazione di ParigiLa sindrome è dovuta anche al divario osservato fra la visione idealizzata nutrita in patria della capitale francese e l'effettiva realtà di Parigi.
SfinimentoLa fatica che comporta l'organizzazione di un viaggio intercontinentale, che spesso non è di piacere ma di affari, unita alle conseguenze del jet lag aumenta la destabilizzazione psicologica del viaggiatore giapponese.
ContraddizioniNell'immaginario collettivo, la capitale francese viene spesso dipinta come una terra idilliaca, patria della bellezza e dell'amore. Come altre metropoli europee, tuttavia, Parigi è anche una città costosa, può presentare pericoli, inquinamento acustico e presentare periferie talvolta anche degradate.